# تايلر لابين
تايلر لابين (بالإنجليزية: Tyler Labine)‏ هو ممثل كندي، ولد في 29 أبريل 1978 في كندا.

## أعمال

### أفلام
- (2000) تريكسي
- (2010) توكر وديل يواجهان الشر[5]
- (2011) نهوض كوكب القردة[6][7][8]
- (2016) الرئيسة[9]
- (2018) سوبر تروبرس 2
- (2019) غرفة الهروب

### مسلسلات
- الملفات الغامضة
- ريبر
- وكالة ديرك جينتلي للتحقيقات الشمولية

## وصلات خارجية
- تايلر لابين على موقع IMDb (الإنجليزية)
- تايلر لابين على موقع روتن توميتوز (الإنجليزية)
- تايلر لابين على موقع ألو سيني (الفرنسية)
- تايلر لابين على موقع تيرنر كلاسيك موفيز (الإنجليزية)
- تايلر لابين على موقع أول موفي (الإنجليزية)
- تايلر لابين على موقع قاعدة بيانات الأفلام السويدية (السويدية)
- تايلر لابين على موقع إن إن دي بي (الإنجليزية)
- تايلر لابين على موقع قاعدة بيانات الفيلم (الإنجليزية)
- تايلر لابين على موقع كينوبويسك (الروسية)